# Sycophila decatoma
Sycophila decatoma är en stekelart som beskrevs av Boucek 1988. Sycophila decatoma ingår i släktet Sycophila och familjen kragglanssteklar. Inga underarter finns listade i Catalogue of Life.